# Collias
Collias este o comună în departamentul Gard din sudul Franței. În 2009 avea o populație de 1.002 de locuitori.

## Evoluția populației
| An        | 1975 | 1982 | 1990 | 1999 | 2006 | 2009  |
| --------- | ---- | ---- | ---- | ---- | ---- | ----- |
| Populație | 510  | 617  | 756  | 829  | 953  | 1.002 |